# Bucsánszky György
Bucsánszky György (18. század – 19. század) bölcsészdoktor.

## Élete
Privigyei, nyitra megyei származású; a pozsonyi főgimnázium költészettanára, aligazgatója s a humaniorák seniora. 1803-ban nyugalmaztatott.

## Művei
- Epidicticon dno Franc. de Paula e com. Balassa… dum 14. kal. aprilis 1780. honore commendatoris insignis ordinis s. Stephani regis apost. insignaretur. Posonii.
- Idyllion, quum superum felicibus auspiciis Josepho II. Maria Theresia augustis terfaustis regnantibus Budae universarum liberarum artium domicilium nomine augustorum ab excell. ac. ill. dno Carolo e com. Pálffy… die VII. calend. julii 1780. inauguraretur. Uo.
- Epidiction dno Franc. de Paula e com. Balassa… quum ab aug. romanorum imperatore Josepho II. provincialis commissariatus director crearetur. Uo. 1782.
- Idyllion exc. ac ill. dno Fr. de Paula e com. Balassa… quum die II. onomasticum; die vero III. aprilis 1784 diem suum natalem feliciter celebraret. Uo.
- Idyllion de Leopoldo II. apost. Hung. rege et universae nobili hungarorum genti oblatum. Uo. 1790.
- Epicedion adm. rev. dno Georgio Szklenár pridie calend. februarii anno 1790. fatis functo. Uo.
- Epidicticon exc. ac. ill. dno Franc. de Paula e com. Balassa… quum ab Leopoldo II. augusto et rege apost… cancellarius Illirico aulicus crearetur. Viennae, 1791.
- Epinicion. De feliciter sopitis Belgii Austriaci turbis Leopoldo II… pie oblatum. Posonii, 1791.
- Idyllion. Daphnis. Quum Franciscus I. rex Hungariae apost. Budae, mense junio 1792. ritu solenni inauguraretur. Uo.
- Epicedium in mortem Ludovici XVI. Gallorum regis christianissimi. Viennae, 1793.
- Epicedion in mortem Mariae Antoniae Gallorum reginae, quae furoris gallici victima occubuit. Uo. 1793.
- Genethliacon. Seren. recens nato haered. regio coronae regni Hungariae principi archiduci Austriae… Ferdinando. Uo. 1793.
- Epithalamion illustr. dno Adamo Rédei… quum ill. virginem Mariam Magdalenam dni Samuelis com. Teleki de Szék filiam sibi felici hymeneo die XVIII. calend. octobris anni 1795. copularet. Posonii.
- Istirion Francisco II., aug. rom. imper. et regi Hungariae apost… quum ad comitia Hungariae Posonium compararet. Uo. 1796.
- Ode ad hungaros, ut insolentibus Gallorum victoriis modum ponant. Uo. 1796.
- Propempticon adm. rev. patri Samueli Hyros e scholis piis, dum ad comitia provincialia sui ordinis designatus orator Vacium Posonio proficisceretur III. cal. octob. 1796. adornatum. Uo.
- Eucharisticon. Junoni Lucinae, quod periculoso partu laborantem dominam, Franc. Valentics conjugem benigne levaverit, amicis votis litatum Posonii idibus febr. 1798. Uo.
- Propempticon. Illustr. dno Josepho e com. Eszterházy… dum in urbem l. r. Posoniensem delegatus regius… pararet… 18. cal. sept. 1798. Uo.
- Synallagicon. Excell. dno Josepho, et ill. dno Antoni com. Erdődyis… fratribus optimis, dum lite familiari felicibus auspiciis terminata publicae mutuae concordiae, et felicis transactionis tabulae palam signarentur. Uo. 1798.
- Epicedion. Adm. rev. dno Mathaeo Pankl, die 11. cal. apr. 1768. Posonii fatis functo, regiae academiae, archigymnasii Posoniensis communi luctu adornatum. Uo.
- Epinicion. Neptuno Britannico post relatum de Gallis die cal. et VI. ac III. non. aug. 1798. duce Horatio Nelsone ad ostia Nili victoriam. Uo.
- Epithalamion. Sereniss, regio Hungariae et Bohemiae haeredit. principi, archi-duci Austriae, ac regni Hungariae palatino Josepho, quum seren. potentissimi russorum imperii magni principi Alexandrae Pavlovnae felici hymeneo Petropoli jungeretur. Uo. 1799.
- Genethliacon. Seren. archiduci Josepho Francisco Leopoldo die IX. mensis. apr. 1799. felici partu in lucem edito. Uo.
- Protrepticon ad Europam, ut sincera tandem gentium suarum unione indomitae Gallorum licentiae modum ponat. Uo. 1799.
- Protrepticon ad Hungaros, quum, regio mandato, contra gallos altera vice insurgerent sereniss. Hungariae et Bohemiae regio haereditario principi archi-duci Austriae Josepho inclyti regni Hungariae palatino… pie oblatum. Uo. 1800.
- Epicedion. Illustr. dno Nicolao e com. Palffy ab Erdőd, i. comitatus Posoniensis perpetuo comiti etc. qui die VII. kal. junii 1800. in Italia, ad Romano, gloriosa heroicae virtutis contra gallos victima occubuit. Uo.
- Ode in adventum belliducis baronis Kray hungari Kesmarkiensis, dum redux ex Italia die 15. kal. mart. 1800. Posonium excurret in caetu nobilium apud dnum com. Franc. Balassa… congregatum, eidem dicata. Uo. 1800.
- Epidicticon illustr. dnis Josepho Izdenzy de Monostor et Ioanni Somogyi de Medgyes, dum consilii status intimi et conferentiales consiliarii crearentur adornatum et pie oblatum. Uo. 1801.
- Epitome historiae religionis et ecclesiae christianae in usum suorum in regio archi-gymnasio Posoniensi discipulorum concinnata. Uo. 1801.
- Inita pace cum Gallis; occasione diaetae 2. may Posonii inchoatae, die vero 31. oct. anno ut infra felicissime terminatae; sacratiss. majest. Francisco II. ab infrascripto humillime oblata. Uo. 1802.
- Ode in solemnitatem, qua sacer mons Pannoniae ordini S. Benedicti cum omni jure pristino restitutus est. VII. cal. maii a. 1802. Viennae.
- Epidicticon. Exc. ac. ill. dno Paulo juniori Almássy de Zsadány. et Török Szent-Miklós, dum sacrae regni coronae custodis dignitate ornaretur. Budae, 1802
- Eucharisticon Georgio e com. Festetics de Tolna, et Ludovico Rédey de Kiss-Réde bonis, ac munificis in patriam civibus. Posonii, 1802.
- Propemticon, quo G. B. filium suum Josephum XV annorum adolescentem, ad seminarium cleri junioris. Emrici, archi-diaecesis Strigoniensis, Posonium abeuntem comitatur. Tyrnaviae, 1807.
- Epidicticon, exc. ac. ill. dno comiti Stephano Illésházy de eadem, quum a. 1808. velleris aureis torque insignaretur. Uo.
- Protrepticon ad hungaros ut communibus aliarum augustae domni austriacae subditarum gentium viribus illimitatae gallorum arrogentiae extremum properent tigere limitem. Uo. 1809.
- Epidicticon ill. ac rev dno Kluck episcopi Nitriensi quum sacram hanc dignitatem ritus solenni auspicaretur a. 1808. Uo. 1809.